# Harald Halvorsen
Harald Halvorsen (29 novembre 1898 – 17 marzo 1992) è stato un allenatore di calcio, calciatore e pattinatore di velocità su ghiaccio norvegese.

## Carriera

### Club
Halvorsen giocò con la maglia dello Trygg.

### Nazionale
Conta una presenza per la Norvegia. Il 7 giugno 1925, infatti, fu in campo nella vittoria per 1-0 contro la Finlandia.